# Tiếp thị thực phẩm

Một hình ảnh quảng cáo thức ăn nhanh như là một loại thức ăn siêu ngon

Tiếp thị thực phẩm (Food marketing) là hoạt động tiếp thị các sản phẩm thực phẩm. Hoạt động tiếp thị thực phẩm kết nối các nhà sản xuất thực phẩm đến tay người tiêu dùng thông qua một loạt chuỗi các hoạt động tiếp thị. Tiếp thị thực phẩm là hành động giao tiếp, tương tác, kết nối với người tiêu dùng thông qua một loạt các kỹ thuật tiếp thị để gia tăng giá trị cho sản phẩm thực phẩm và thuyết phục người tiêu dùng mua hàng. Điều này bao gồm tất cả các hoạt động diễn ra trong khoảng thời gian từ khi hoàn thành sản phẩm (thành phẩm) cho đến khi người tiêu dùng mua hàng. Các tác giả Pomeranz và Adler định nghĩa tiếp thị thực phẩm là chuỗi các hoạt động tiếp thị diễn ra trong chuỗi hệ thống thực phẩm giữa một đơn vị sản xuất, kinh doanh, phân phối thực phẩm và người tiêu dùng. Có ba giai đoạn lịch sử của hoạt động tiếp thị thực phẩm gồm giai đoạn manh mún (trước 1870–1880), giai đoạn thống nhất (1880–1950) và giai đoạn phân khúc (1950 trở về sau).

## Đại cương
Hoạt động tiếp thị thực phẩm có khả năng là một quy trình phức tạp, vì có nhiều quy trình được sử dụng trước khi bán sản phẩm thực phẩm, hoạt động này bao gồm chế biến thực phẩm, bán buôn, bán lẻ, dịch vụ thực phẩm và vận chuyển. Với nhiều quy trình như vậy sẽ rất nhiều đơn vị phải tham gia vào việc bán một sản phẩm thực phẩm. Một kiểm kê cho thấy có khoảng năm mươi sáu đơn vị tham gia vào quá trình sản xuất ra một ly mì gà, các đơn vị này không chỉ bao gồm những người chế biến tạo ra các thành phần cho sản phẩm mà còn liên quan đến các công ty sản xuất dụng cụ như lon, in nhãn và vận chuyển sản phẩm. Do đó, trên phạm vi toàn cầu, ngành tiếp thị thực phẩm là một trong những ngành sử dụng lao động trực tiếp và gián tiếp lớn nhất. Hệ thống tiếp thị thực phẩm khác nhau trên toàn thế giới do mức độ phát triển của từng quốc gia, về mặt kinh tế và công nghệ. Để hiểu và diễn giải các kỹ thuật tiếp thị thực phẩm của một quốc gia cụ thể cũng cần phải tính đến môi trường kinh tế xã hội, văn hóa, pháp lý-chính trị và công nghệ của quốc gia đó. 
Trong những năm gần đây, hoạt động tiếp thị thực phẩm đã bị các chuyên gia chỉ trích là một yếu tố chính góp phần gây ra nạn béo phì ở trẻ em. Năm 2006, M Nestle đã đề xuất rằng tiếp thị thực phẩm có chủ đích nhắm mục tiêu đến trẻ em, những trẻ em dễ bị ảnh hưởng ở độ tuổi còn quá nhỏ để ăn đồ uống có nhiều đường và thực phẩm có ít lợi ích dinh dưỡng. Thực tế là các lĩnh vực tiếp thị thực phẩm có liên quan đến tình trạng béo phì là điều đáng lo ngại, cũng như việc tiếp thị cho trẻ em và ảnh hưởng đến lựa chọn thực phẩm của chúng dễ dàng như thế nào. Truyền hình và báo in vẫn là kênh truyền thông truyền thống cho việc tiếp thị thực phẩm, nhưng các phương pháp tiếp cận phổ biến khác cũng phổ biến hơn hiện nay. Bao gồm Internet, đồ chơi, bao bì, trò chơi điện tử, phim bom tấn, cấp phép nhân vật cho đồ chơi trẻ em và quảng cáo người nổi tiếng. Nghiên cứu của Frechette công bố năm 2015 đã chỉ ra rằng trong những năm gần đây khi trẻ em và thanh thiếu niên ngày càng tiếp xúc nhiều hơn từ những tiến bộ công nghệ, chúng trở nên dễ bị ảnh hưởng từ những thông điệp quảng cáo tiếp thị thực phẩm không lành mạnh từ các đơn vị kinh doanh thực phẩm.
Việc sử dụng các chiến lược tiếp thị thực phẩm này đang ngày càng tăng và được cho là một phần nguyên nhân dẫn đến tình trạng béo phì ở trẻ em ngày càng gia tăng. Ngành công nghiệp thực phẩm và đồ uống của Hoa Kỳ đã tăng lượng quảng cáo nhắm mục tiêu mạnh mẽ và tần suất nhắm vào trẻ em thông qua nhiều kênh. Những nhà tiếp thị thực phẩm biết rằng người tiêu dùng trẻ tuổi có sức mua ngang bằng nếu không muốn nói là có sức mua còn mạnh hơn người lớn, họ có ảnh hưởng đến việc mua sắm (thông qua việc vòi vĩnh gia đình) và có tiềm năng trở thành người tiêu dùng suốt đời. Các quảng cáo về các sản phẩm chủ yếu có hàm lượng đường và chất béo cao đã gia tăng và có tác động đến vấn đề sức khỏe trên quy mô lớn ở Hoa Kỳ là tệ béo phì ở trẻ em và do đó không phù hợp với khuyến nghị quốc gia. Trẻ em là phân khúc thị trường đang phát triển nhanh chóng, trước hết vì chúng có sức ảnh hưởng đến việc mua sắm của cha mẹ, nhưng cũng vì chính chúng là người tiêu dùng trong tương lai. Những chiến thuật tiếp thị thực phẩm tinh vi có tác động rõ ràng đến thói quen tiêu dùng, sức khỏe liên quan đến chế độ ăn uống, kiến thức dinh dưỡng, hành vi mua sắm và sở thích của trẻ em. Nhìn chung, người ta thấy rằng tiếp thị thực phẩm là một trong những nguyên nhân chính dẫn đến tình trạng béo phì ở trẻ em, đây đang ngày càng trở thành một vấn đề toàn cầu.